# 旦巴
旦巴（1969年9月—），男性，藏族，西藏日嘎则人，中共党员，中华人民共和国政治人物。曾任西藏自治区司法厅厅长，商务厅厅长，中共那曲市委副书记、市长等职务。现中共西藏自治区党委常委，西藏自治区人民政府常务副主席、党组副书记。
2018年12月，任西藏自治区司法厅厅长、党委副书记。2020年12月，转任自治区商务厅厅长、党组副书记。2022年6月，任中共那曲市市委副书记、市长。
2023年1月，升任西藏自治区人民政府副主席，晋升副部级。2024年4月，辞去那曲市市长一职。
2025年2月，升任中共西藏自治区党委常委，自治区人民政府常务副主席、党组副书记。